# Landfriedstein
Landfriedstein är en bergstopp i Österrike.   Den ligger i distriktet Gmunden och förbundslandet Oberösterreich, i den centrala delen av landet, 220 km väster om huvudstaden Wien. Toppen på Landfriedstein är 2 181 meter över havet.
Terrängen runt Landfriedstein är bergig västerut, men österut är den kuperad. Närmaste större samhälle är Schladming, 8,3 km söder om Landfriedstein. 
Trakten runt Landfriedstein består i huvudsak av gräsmarker. Runt Landfriedstein är det ganska glesbefolkat, med 25 invånare per kvadratkilometer.